# Geonemus
Geonemus är ett släkte av skalbaggar. Geonemus ingår i familjen vivlar.

## Dottertaxa tillGeonemus, i alfabetisk ordning[1]
- Geonemus agrestis
- Geonemus alternans
- Geonemus amicta
- Geonemus amictus
- Geonemus angustus
- Geonemus arrogans
- Geonemus azureipes
- Geonemus bidentatus
- Geonemus caudulatus
- Geonemus cribrarius
- Geonemus cuvierii
- Geonemus douei
- Geonemus flabellipes
- Geonemus gemmans
- Geonemus geoffroyii
- Geonemus illaetabilis
- Geonemus insignis
- Geonemus irregularis
- Geonemus leguilloui
- Geonemus murinus
- Geonemus octotuberculatus
- Geonemus olcesii
- Geonemus palaui
- Geonemus plagiatus
- Geonemus quadrinodosus
- Geonemus quadrituberculatus
- Geonemus sordidus
- Geonemus striatopunctatus
- Geonemus tergoratus
- Geonemus terrenus
- Geonemus tuberculatus
- Geonemus uniformis
- Geonemus virgatus
- Geonemus zonatus